# Léonard Garraud
Pour les articles homonymes, voir Garraud.
Léonard Garraud, né le 8 mars 1897 en Haute-Vienne et décédé le 8 juillet 1944 à Mauthausen, était un syndicaliste des services techniques des PTT.
Léonard Garaud était conducteur de travaux au service des lignes téléphoniques. Militant de la Fédération postale unitaire, il en fut élu secrétaire-général adjoint en 1930. Après la réunification syndicale de 1935-1936, il a été le secrétaire général du syndicat CGT des services techniques de la Seine et Seine-et-Oise. Le 12 octobre 1937, présenté par le syndicat national CGT des services techniques il fut élu membre suppléant au Conseil supérieur des PTT. Son colistier, élu également, était Albert Perrot, chef monteur, et secrétaire général de la Fédération postale CGT.
Révoqué des PTT en octobre 1940, membre de la direction clandestine de l'organisation syndicale et communiste des PTT de la région parisienne, qui prend plus tard le nom de Libération-PTT. Il est arrêté et interné fin janvier 1941. Jugé en juillet 1941, il est condamné à 8 ans de travaux forcés « pour reconstitution de cellule communiste ». Il sera déporté au camp de concentration de Mauthausen le 6 avril 1944. Affecté au Commando de Melk avec le matricule 62419, il y décède le 8 juillet 1944 à la suite d'un bombardement de l'aviation américaine.